# Елізабет Віже-Лебрен
Елізабе́т Віже́-Лебре́н  (повне ім'я — Марі́ Елізабе́т Луї́за Віже́-Лебре́н; фр. Élisabeth-Louise Vigée-Le Brun; 16 квітня 1755 — 30 березня 1842) — відома французька художниця, майстер світського портрету. Створила 662 портрети, 16 сюжетних картин, близько 200 пейзажів. Автор книги «Спогади» (1835).

## Біографія

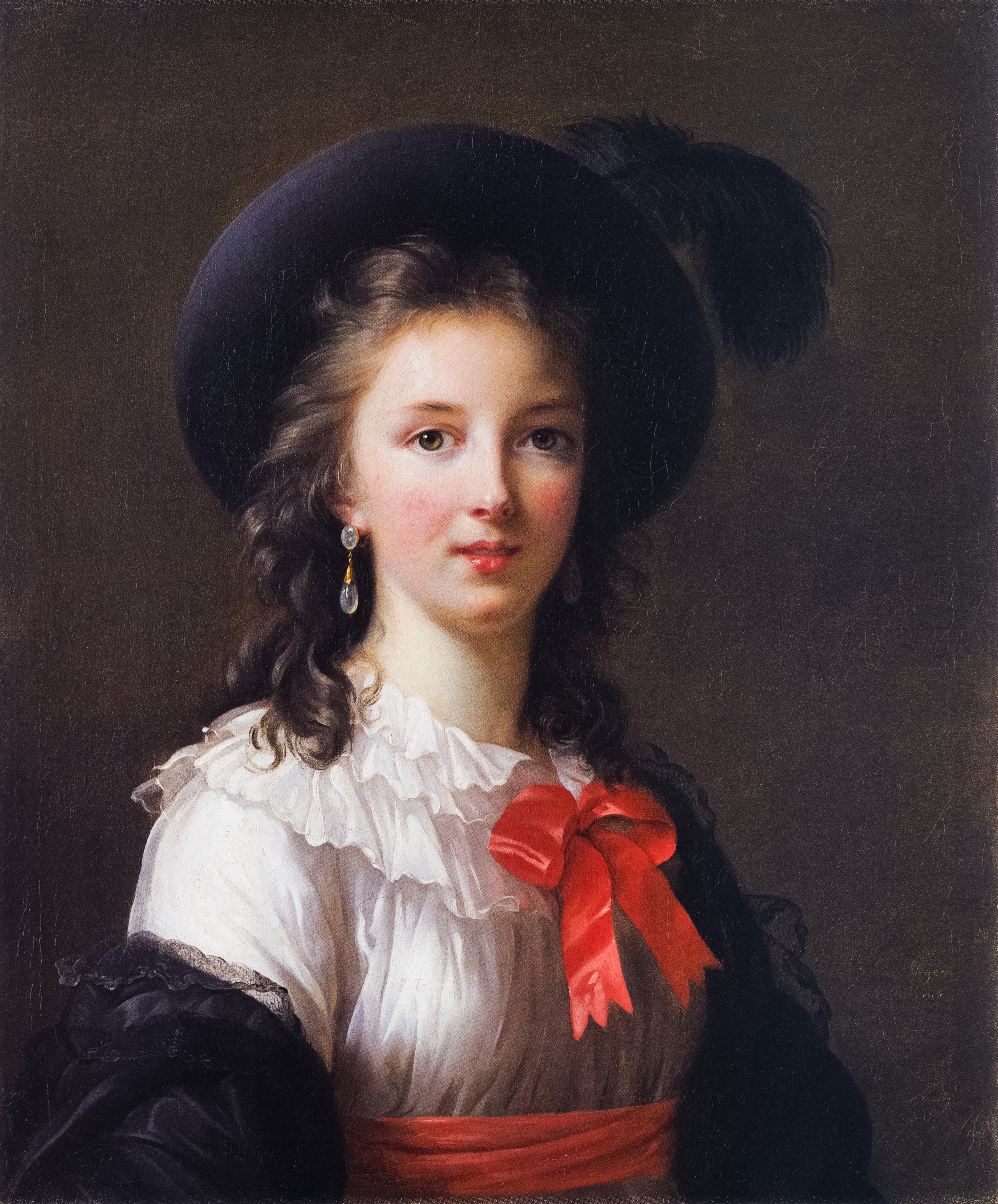
Е. Віже-Лебрен. Автопортрет. 1782 рік

### Ранні роки
Походить з родини художника.
Батько Елізабет — Луї Віже був живописцем. Він став першим вчителем доньки. Елізабет навчалася у Г. Біара та Г. Дуайєна, найбільший ж вплив на неї справив Ж. Б. Грез. Досить швидко вона стала самостійною художницею та набула відомості. Знатні дами постійно замовляли їй свої портрети.

### Зрілість

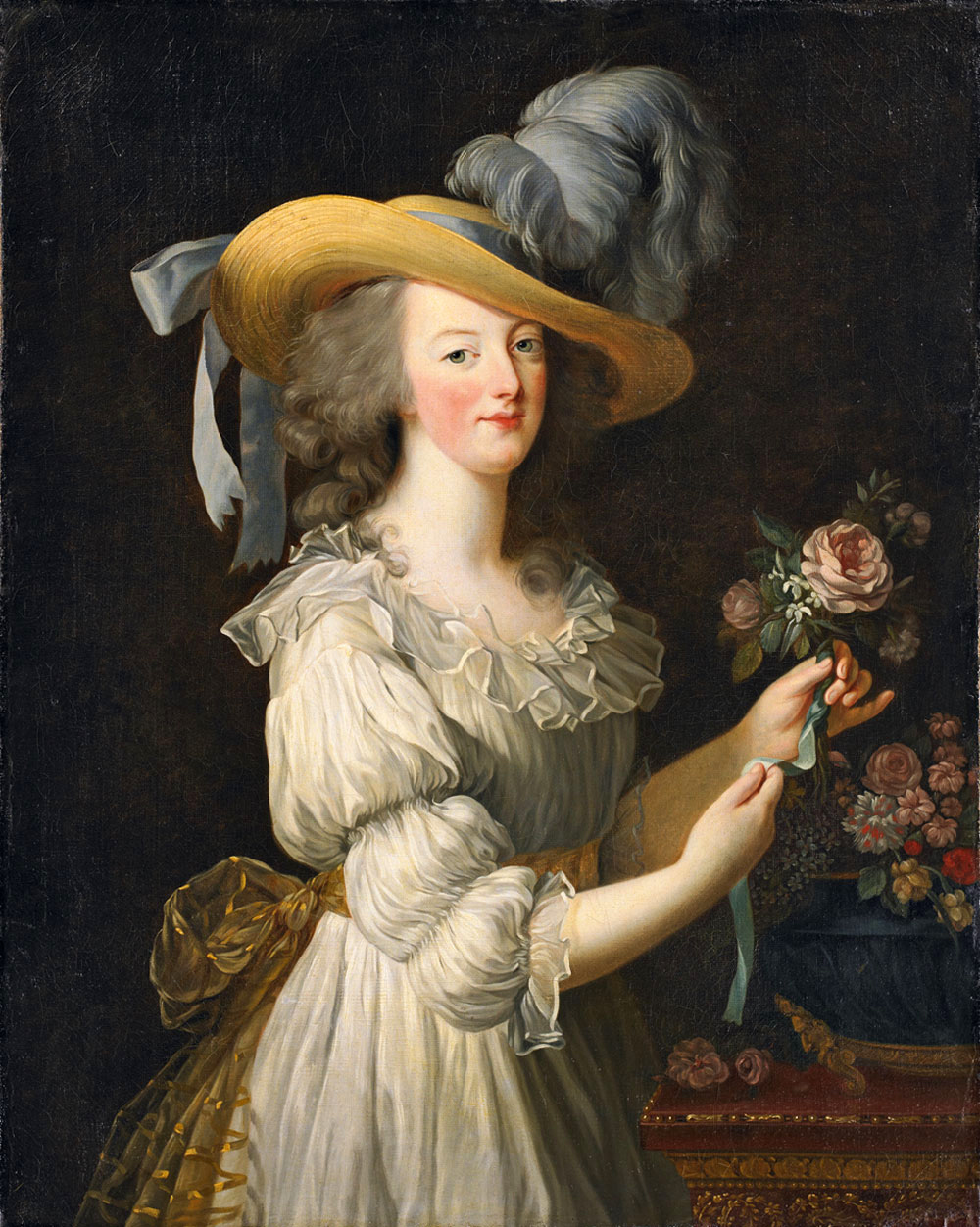
Портрет Марії-Антуанетти. Робота Е.Віже-Лебрен

За наполяганням матері Елізабет у 1775 році вийшла заміж за художника, реставратора та торговця картинами Ж.-Б.-П. Лебрена.
Заможні клієнтки допомогли Елізабет знайти шлях до двору короля Людовика XVI. У 1778 році дружина короля — Марія Антуанетта — замовила їй свій портрет. Незабаром Е. Віже-Лебрен стала улюбленою художницею французької королеви. Після цього замовлення у Елізабет ще збільшилися.

### За межами Франції
Революція у Франції 1789 року змусила Елізабет покинути країну. Вона переїжджає до Італії, потім до Відня, до двору принца Кауніци. Після цього вона відвідала Швецію, Італію, Німеччину.
За часів Французької революції її було внесено до ганебного переліку емігрантів, Елізабет автоматично позбавили громадянства Франції, а усе її французьке майно було конфісковане на користь революції.
У 1795 році Е.Віже-Лебрен приїхала до С.-Петербурга. У своєму новому домі створює салон за прикладом паризького. Хоча імператриця Катерина II відмовилася позувати Елізабет, зате замовила їй зображення своїх онучок — Олександри та Олени. У Росії Е. Віже-Лебрен створила майже 50 портретів. Саме в Петербурзі її матеріальний стан покращився. Через декілька років вона відвідає і Москву.
По стабілізації політичної ситуації у Франції після закінчення авантюр Наполеона (1815 рік) Елізабет повертається туди. Тут вона пише свої «Спогади».

## Особливості художньої манери

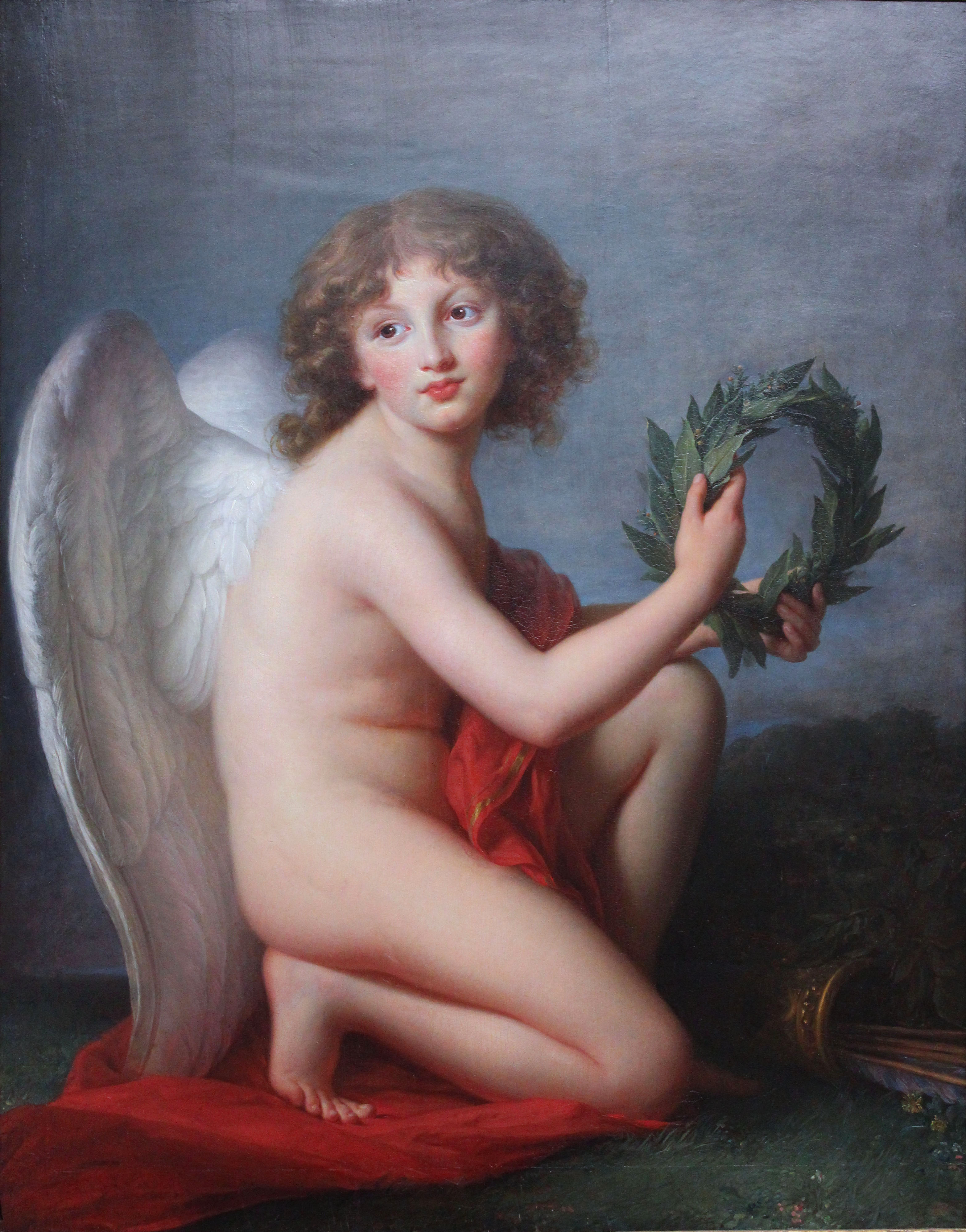
Алегоричний портрет Генріка Любомирського дитиною, 1789 р., Берлін.

Вона згладжувала індивідуальні риси людей, яких малювала. Наближала їх обличчя до модного на той час ідеалу. Усі вони мають дещо видовжений овал обличчя, чутливий рот, кокетуючий погляд, складну зачіску, ідеальної форми руки, багатий туалет. Віже-Лебрен вдало використовувала м'які кольорові нюанси та тонкі відтінки, підкреслюючі найпривабливіші риси жінки або чоловіка. До портретної композиції часто вводила сільські мотиви. Її художня манера досить сильно відрізнялася від художньої манери Жака-Луї Давіда, головного представника класицизму Франції кінця 18 ст. і була наближена до рококо з рисами сентименталізму.
Е. Віже-Лебрен використовувала здебільшого такий кольоровий акорд: червоний — синій — білий.
Все, що я пережила у житті переконує мене у тому, що моє щастя закладено у живопису.- Е.Віже-Лебрен. «Спогади», 1835 рік.

## Родина
Чоловік Ж. Б.-П.Лебрен
Діти:
- дочка Жюлі (1780—1819) — дружина російського офіцера О. І. Вишневецького.

## Звання
- Член Королівської академії живопису та скульптури у Парижі (1783 р.)
- Член Паризької академії мистецтв (1789 р.)
- Член Болонської академії мистецтв (1789 р.)
- Почесний вільний член громади Петербурзької академії мистецтв (1800 р.)

## Вибрані твори

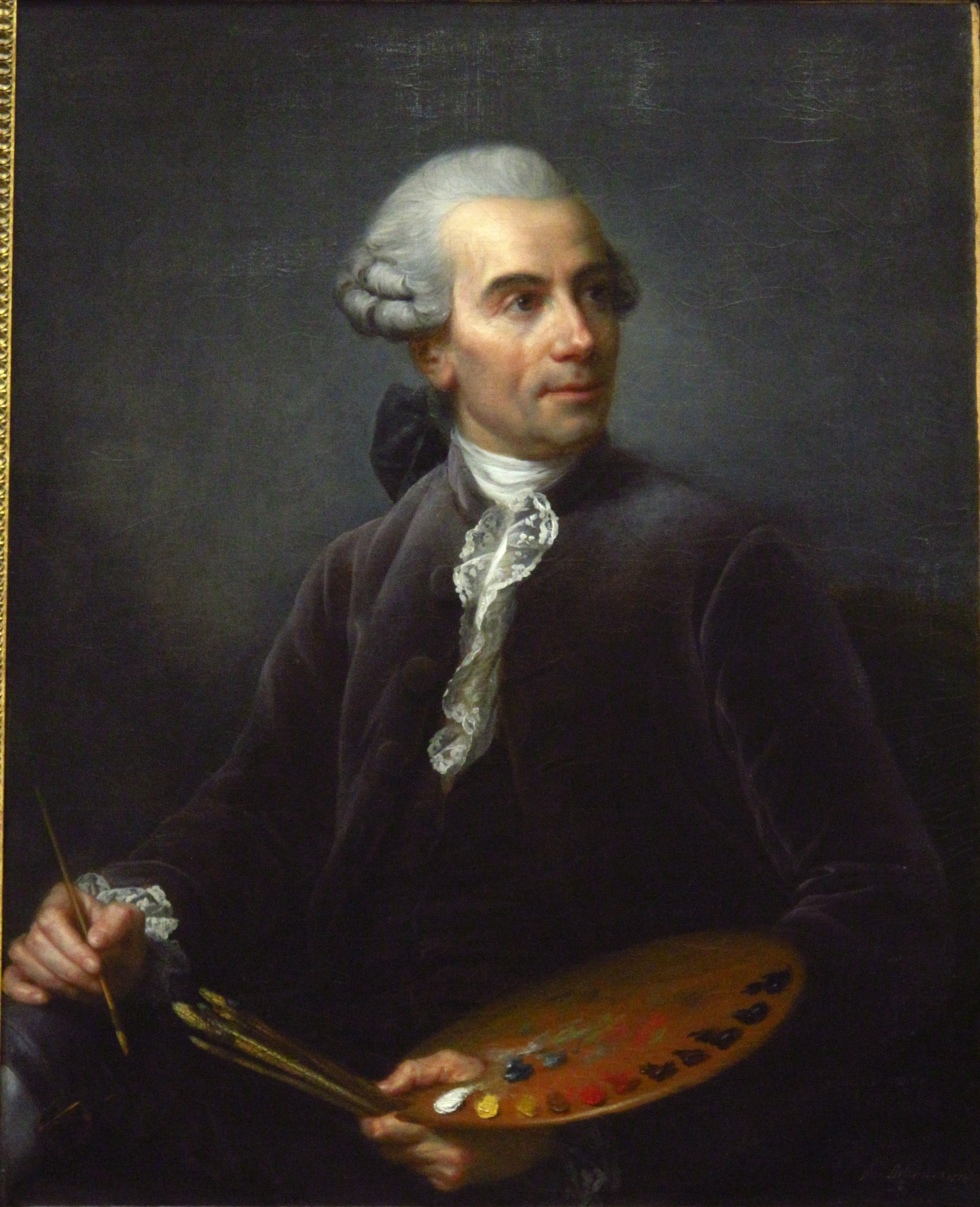
Портрет художника Клода Верне, 1778 р.

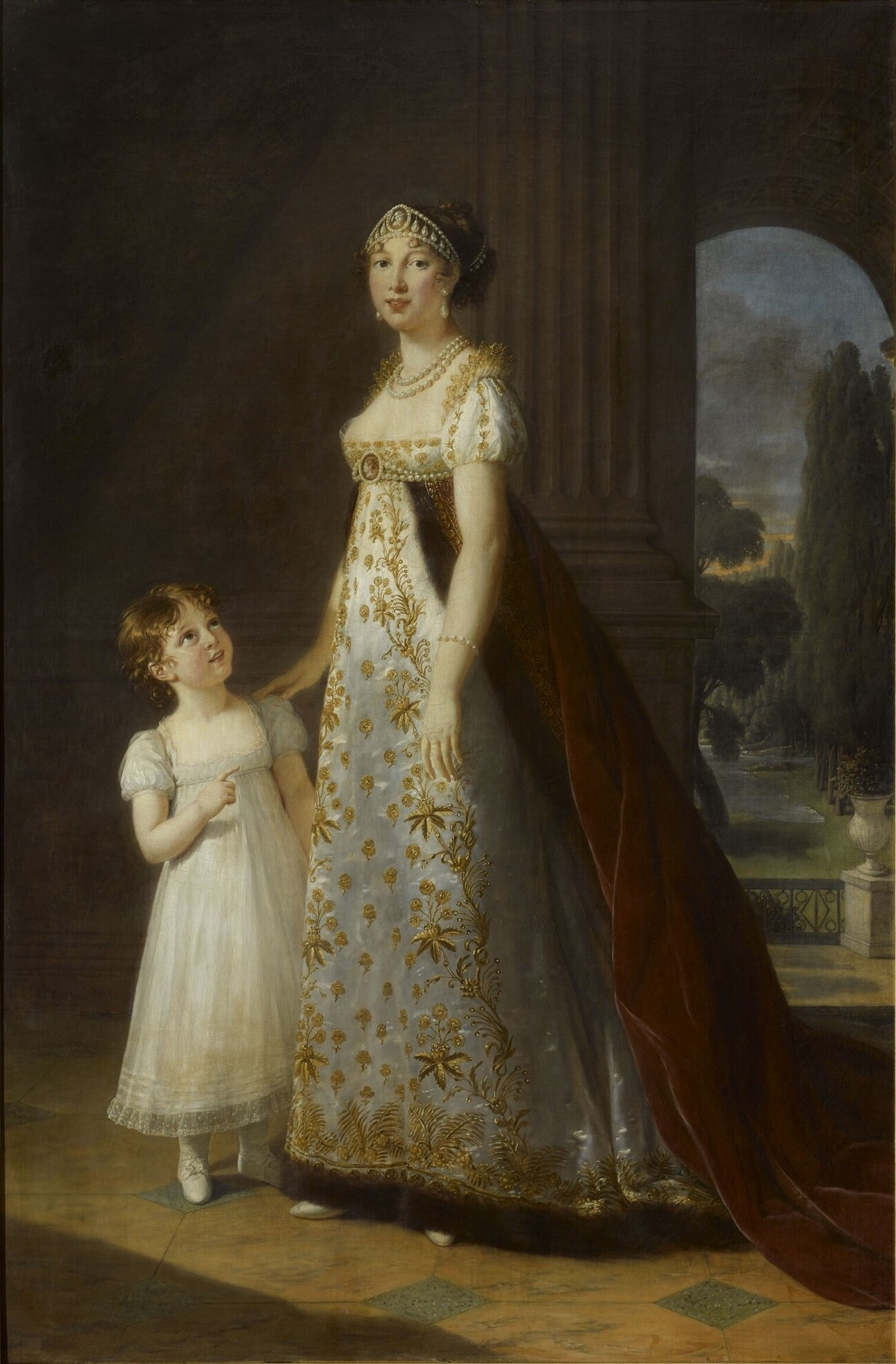
Кароліна Мюрат, 1807 р.

- портрет (далі п-т) графа Прованського
- Марія Антуанетта Габсбурзька
- Марія Антуанетта, королева Франції
- П-т Марії Антуанетти з дітьми
- П-т принца Франції із сестрою
- Маркиза де ла Гіш
- П-т юного князя Г.Любомирського
- П-т князя І. С. Барятинського
- П-т короля С. А. Понятовського в коноційному вбранні
- П-т графині Катерини Скавронської
- п-т Марії Антуанети, королеви Франції
- п-т Ніколя Божона
- п-т дочок імператора Павла
- п-т леді А. Гранвіль у вигляді Геби
- автопортрет в солом'яному капелюшку
- автопортрет, галерея Пітті, Флоренція
- Алегорія Миру та Достатку
- п-т графа Шувалова І. І., 1775, Музей образотворчих мистецтв імені Пушкіна, Москва
- п-т графа Чернишова Г. І. з маскарадною маскою, 1793
- п-т барона Г. О. Строганова, 1793
- п-т графині Самойлової К. С.,1797
- п-т князя О. Б. Куракіна, 1797
- портрет Станіслава Понятовського, 1797, Національний музей мистецтв імені Богдана та Варвари Ханенків, Київ
- п-т графині Літта, Сумський художній музей імені Никанора Онацького
- п-т російської імператриці Марії Федорівни, 1799
- Автопортрет за створенням картини, 1800
- п-т невідомої, 1831, Ермітаж

## Творчий спадок
Віже Лебрен залишила значний творчий спадок —
- близько 660 портретів
- близько 200 пейзажів
- 15 картин міфологічного чи умовно історичного жанру

## Галерея

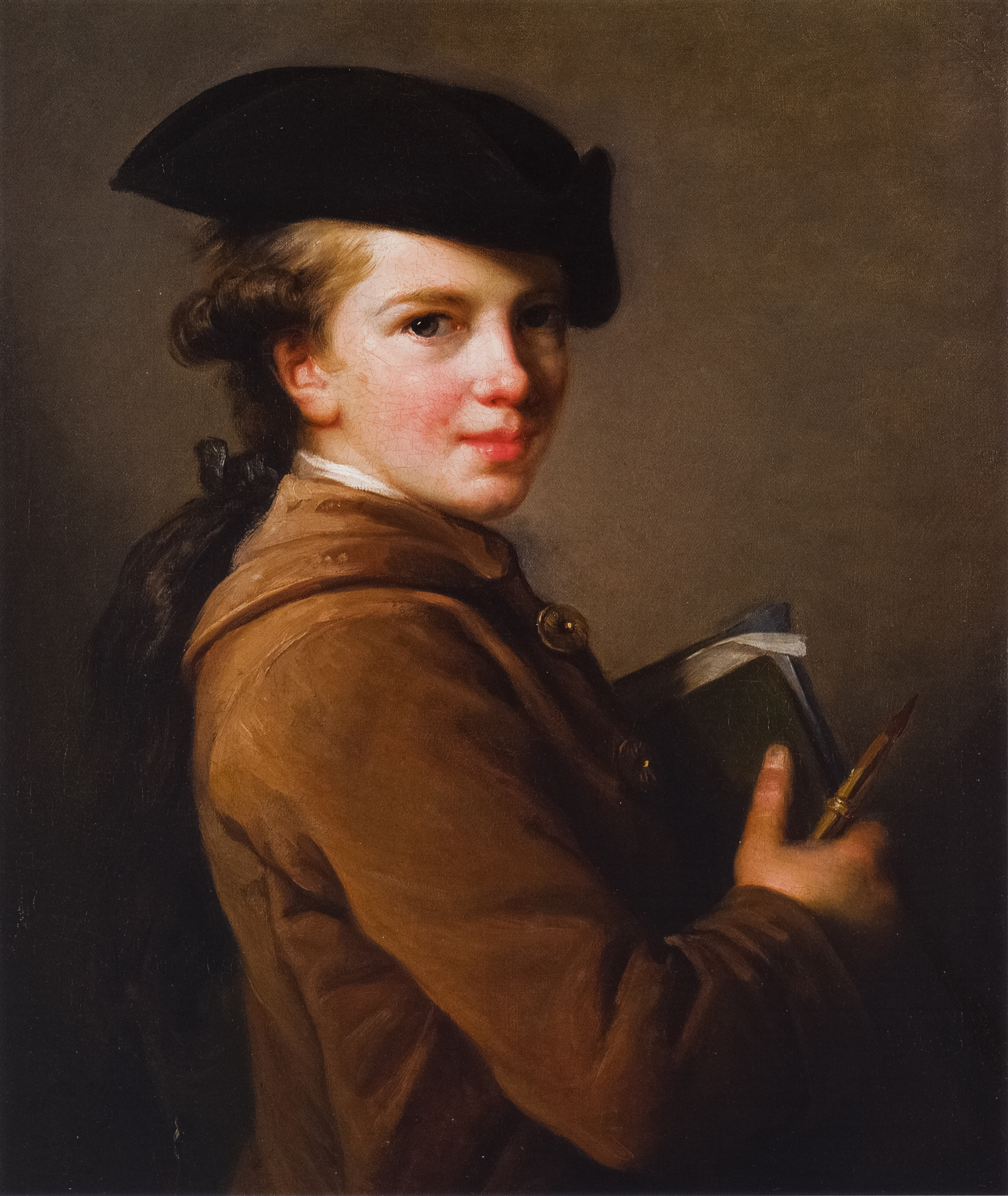
портрет брата художниці, 1773
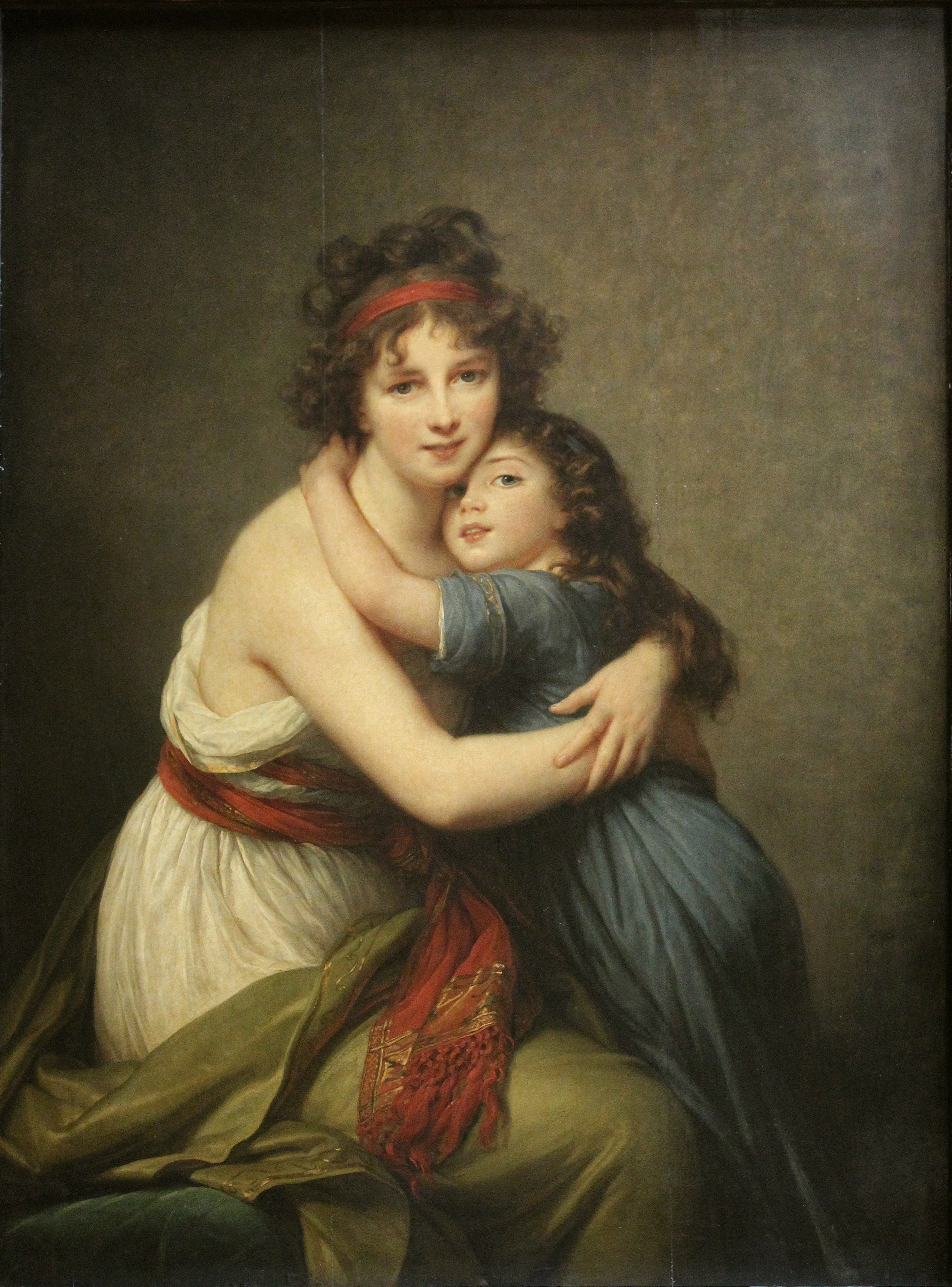
Автопортрет з дочкою, Лувр, Париж
Мадам дю Баррі, Вашингтон, галерея мистецтв Коркоран
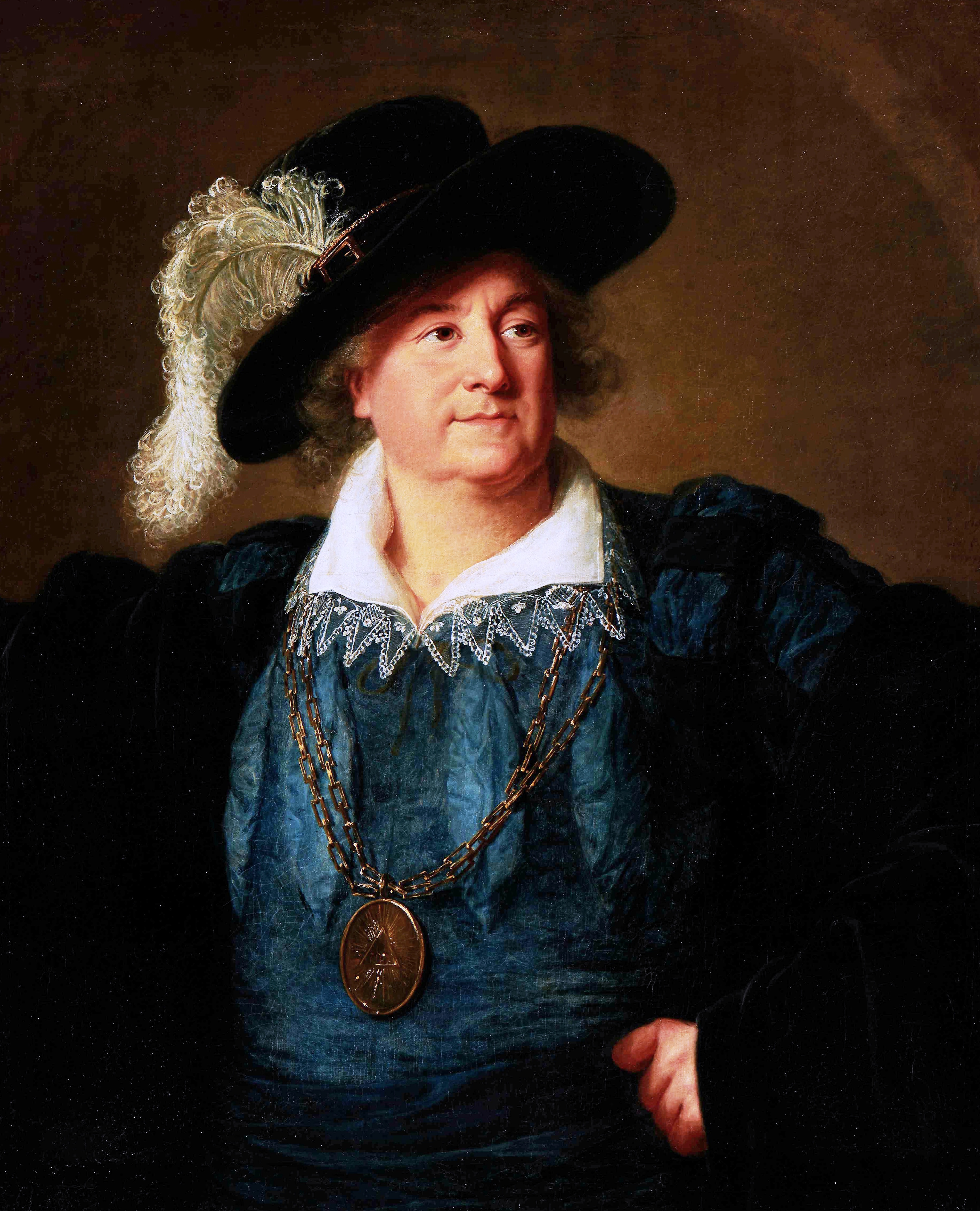
Портрет Станіслава Понятовського, Національний музей мистецтв імені Богдана та Варвари Ханенків,Київ
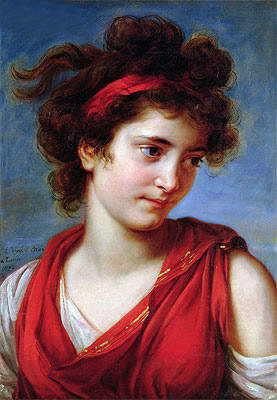
«Маргеріта Портораті», 1792 р., Галерея Сабауда, Турин, Італія.
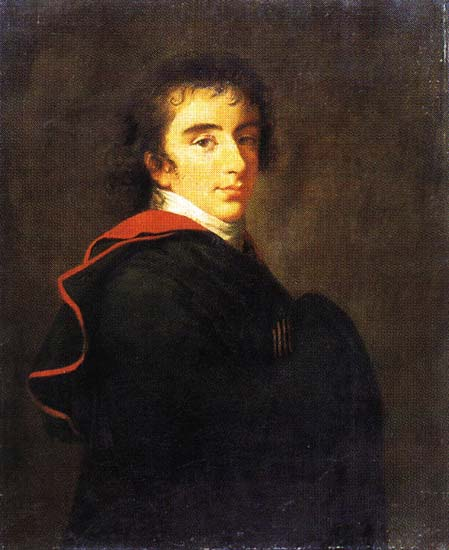
Граф Павло Шувалов, до 1799 р.